# Interstate 60
Interstate 60 je metafyzická filmová komedie z roku 2002 ve stylu road movie. Hrají James Marsden, Gary Oldman a Amy Smart, postavy cameo Michael J. Fox, Christopher Lloyd, Chris Cooper a Kurt Russell. Film napsal a režíroval Bob Gale.

## Děj
Neal Oliver ze St. Louis v Missouri (hraje James Marsden) 18. září 2001 slaví 22. narozeniny a od otce dostane nový vůz BMW 328i. Příliš si neví rady se svým životem, otec ho nutí do právnické kariéry, ale on by se raději věnoval malířství. Sám neví, jak se ve svém životě rozhodovat, často za sebe nechá rozhodovat náhodu, a tak si k narozeninám přeje, aby znal odpovědi na své otázky. Na oslavě se objeví záhadná postava O.W. Grant (hraje Gary Oldman), americký kouzelný mužíček, a přání mu splní.
Neal dostane kouli Magic 8-Ball, která mu odpoví na každou otázku, na kterou se dá odpovědět buď Ano nebo Ne. S novým vozem a koulí se dostane na cestu po dálnici označované jako Interstate 60, která ovšem na mapě neexistuje. Jako stopař k němu přistoupí O.W. Grant a vysvětluje mu, že lidem plní jejich přání, ale svým vlastním způsobem. Například jedni novomanželé si přáli „žít šťastně až do smrti“, a tak je nechal vybuchnout v autě, kterým odjížděli na svatební cestu. Plní lidem přání, ale nejvíc ho baví, že lidé neví, co si vlastně přát. Jeho jméno je zkratkou „splním jedno přání“ (One Wish Granted).
O.W. Grant brzy vystoupí a nechá Neala, aby po cestě potkal další postavy:
- umírajícího reklamního agenta (hraje Chris Cooper), který chce napravit křivdy světa. Seznámí jej s "teorií o panenské půdě" amerického historika Fredericka Turnera.
- člověka, který dokáže sníst obrovské množství jídla, aniž by si ulevil
- ženu, která hledá „ideální šoustání“
- Ann-Margret vede Muzeum Podvodů, ve kterém se vystavují vzácné obrazy jako by to byly laciné napodobeniny, ale navštěvující snobové si toho nikdy nevšimnou. Vystavuje obrazy Claude Moneta, Paula Cézanne, Vincenta van Gogha, Auguste Renoira a Edgara Degase.
- město právníků Morlaw, ve kterém se každý soudí s každým

Neal cestou sleduje záhadné billboardy, na kterých mu neznámá krásná dívka dívka ukazuje správný směr (Lynn hraje ji Amy Smart).

## Recenze
Film byl hodnocen nadprůměrně, v dubnu 2019 získal v Česko-slovenské filmové databázi 84 %.
- František Fuka, FFFilm  Retro recenze: Dálnice 60
- Lenka Kolaříková, Radio Proglas Neexistující dálnice Interstate 60

## Galerie

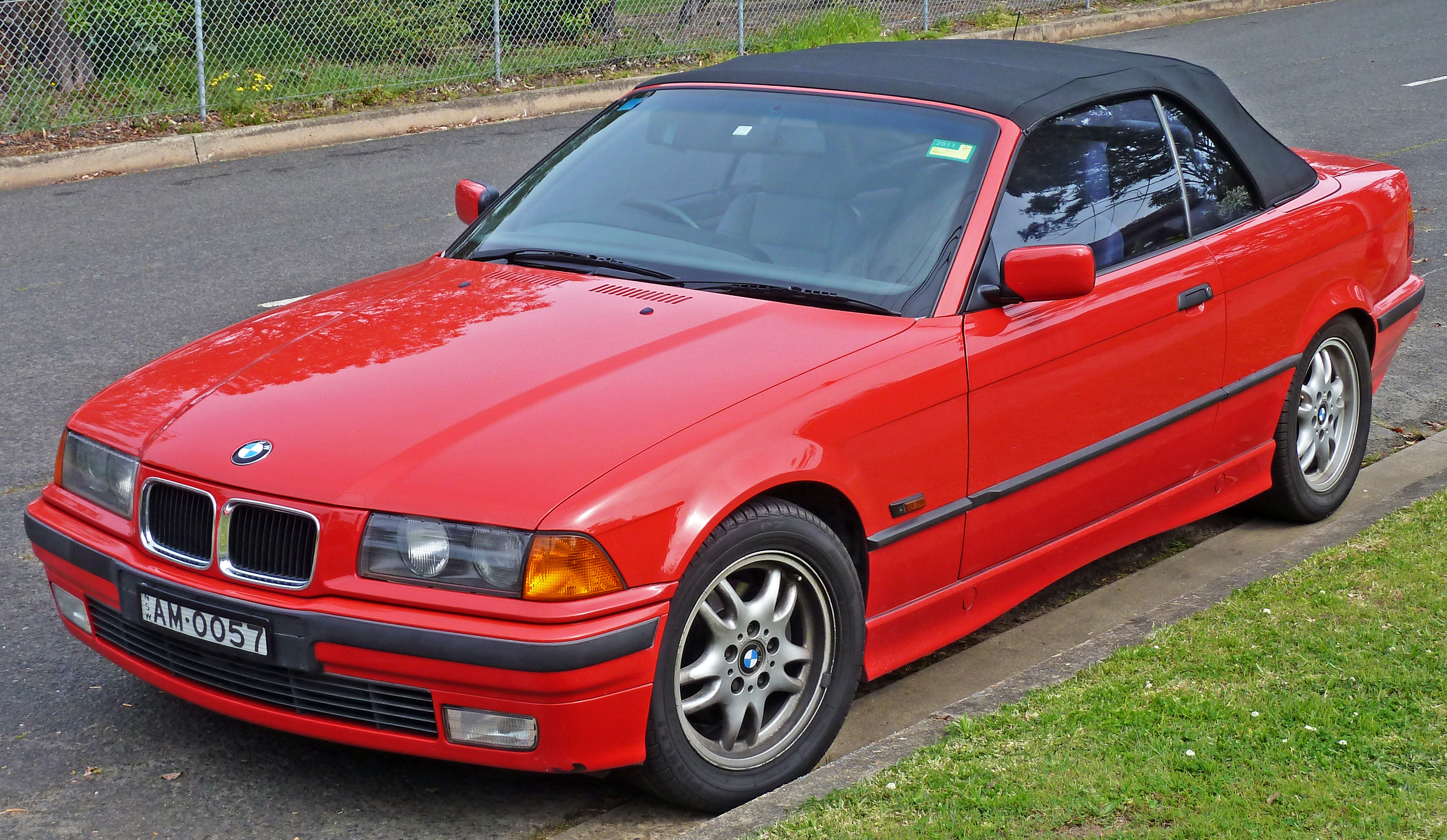
BMW 328i
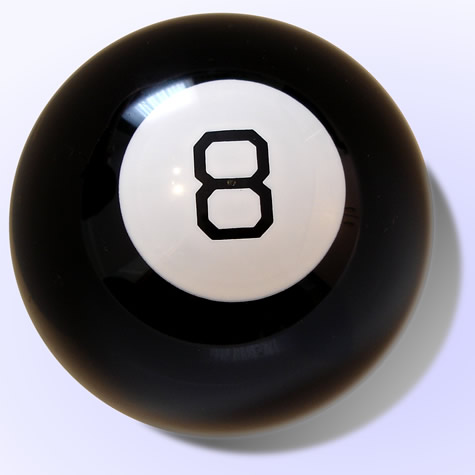
Magic 8 Ball
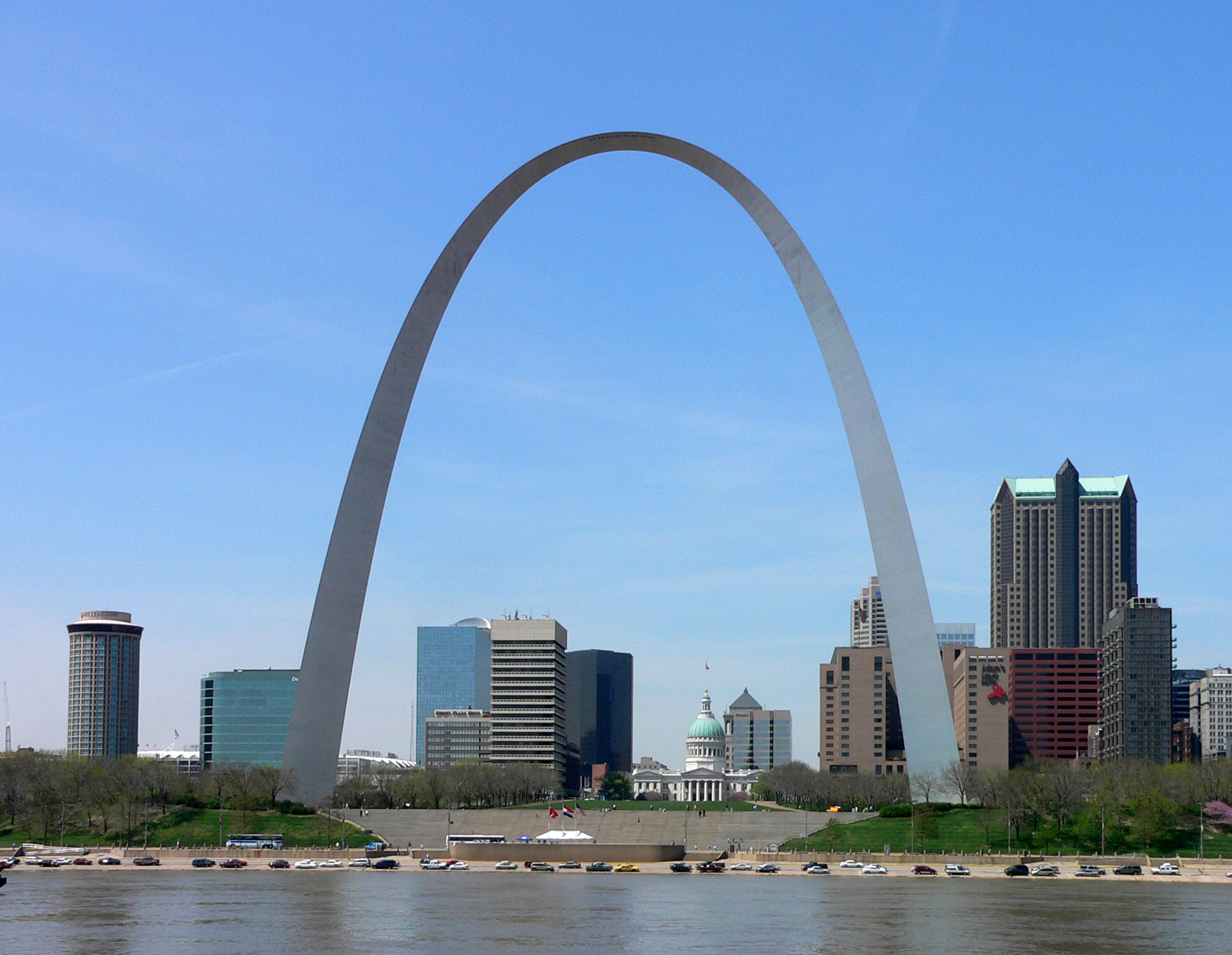
Gateway Arch zobrazený během úvodních titulků